# Курово-Браневське
Курово-Браневське (пол. Kurowo Braniewskie, нім. Kurau) — село в Польщі, у гміні Млинари Ельблонзького повіту Вармінсько-Мазурського воєводства.
Населення — 287 осіб (2011).
У 1975-1998 роках село належало до Ельблонзького воєводства.

## Демографія
Демографічна структура станом на 31 березня 2011 року:
|          | Загалом | Допрацездатний вік | Працездатний вік | Постпрацездатний вік |
| -------- | ------- | ------------------ | ---------------- | -------------------- |
| Чоловіки | 151     | 32                 | 105              | 14                   |
| Жінки    | 136     | 28                 | 79               | 29                   |
| Разом    | 287     | 60                 | 184              | 43                   |